# Botz-en-Mauges
Botz-en-Mauges (Aussprache [bɔ ɑ̃ moʒ]) ist eine Ortschaft und ehemalige französische Gemeinde mit 820 Einwohnern (Stand: 1. Januar 2022) im Département Maine-et-Loire in der Region Pays de la Loire. Sie gehörte zum Arrondissement Cholet. Die Einwohner werden Botzéens und Botzéennes genannt.
Der Erlass des Präfekten vom 5. Oktober 2015 legte mit Wirkung zum 15. Dezember 2015 die Eingliederung von Botz-en-Mauges als Commune déléguée zusammen mit den früheren Gemeinden La Pommeraye, Beausse, Bourgneuf-en-Mauges, La Chapelle-Saint-Florent, Le Marillais, Le Mesnil-en-Vallée, Montjean-sur-Loire, Saint-Florent-le-Vieil, Saint-Laurent-de-la-Plaine sowie Saint-Laurent-du-Mottay zur Commune nouvelle Mauges-sur-Loire fest.

## Geografie

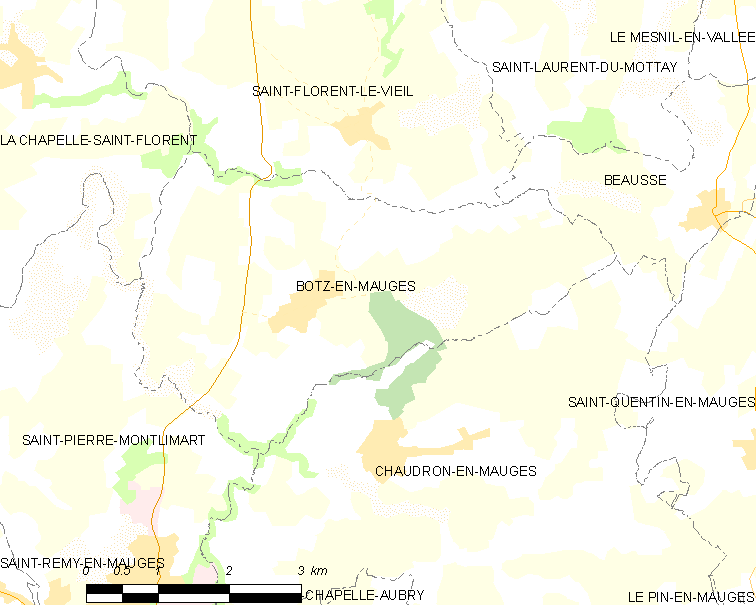
Karte von Botz-en-Mauges

Botz-en-Mauges liegt etwa 39 Kilometer südwestlich von Angers, etwa 29 Kilometer nordnordwestlich von Cholet und etwa 43 Kilometer ostnordöstlich von Nantes in der Région naturelle der Mauges, Teil der historischen Provinz des Anjou.
Das Ortsgebiet liegt auf einer Hochebene oberhalb der Èvre, die von den diversen Bächen tief eingeschnitten wird. Es wird entwässert außer von der Èvre vom Ruisseau du Moulin Moreau, der es im Norden begrenzt, vom Ruisseau de Saint-Germein, der es im Süden begrenzt, und vom Ruisseau du Pont Laurent, der es im Westen begrenzt, sowie von kleineren Fließgewässern. Das Bodenrelief zeigt eine hügelige Landschaft mit einer kuppenartigen Erhebung am Ortszentrum über 100 m Höhe. Der tiefste Punkt wird im Westen im Tal der Èvre mit 11 m gemessen.
Umgeben wird Botz-en-Mauges von einer Nachbargemeinde und drei Communes déléguées von Mauges-sur-Loire:
| La Chapelle-Saint-Florent (Mauges-sur-Loire) | Saint-Florent-le-Vieil (Mauges-sur-Loire)   |                            |
|                                              | Kompassrose, die auf Nachbargemeinden zeigt | Beausse (Mauges-sur-Loire) |
|                                              | Montrevault-sur-Èvre                        |                            |

## Geschichte
Frühere Formen des Ortsnamens waren: Bornum (Ende des 11. Jahrhunderts), Ecclesia de Burno (1421), Bour (1533), Botz (Carte de Cassini, 18. Jahrhundert), Bots (1793), Botz (1801), Botz-en-Mauges (1920).
Auf dem Ortsgebiet wurden 22 Beile aus poliertem Stein und zwei aus hartem Stein gefunden. Die Pfarrgemeinde bildete sich am Ende des 11. Jahrhunderts als Landgut der Abtei Saint-Florent. Am Ende des 18. Jahrhunderts gehörte die Pfarrgemeinde zur Sénéchaussée und zur Élection von Angers. Botz war involviert im Aufstands der Vendée, dem Kampf der royalistisch-katholisch gesinnten Landbevölkerung gegen Repräsentanten und Truppen der Ersten Französischen Republik. Am 13. April 1793 fand ein erstes Gefecht zwischen den Kriegsparteien statt, deren Truppen in der Folgezeit durch das Ortsgebiet zogen, das dadurch beachtlich durch die Folgen des Aufstands litt.

## Bevölkerungsentwicklung
| Botz-en-Mauges: Einwohnerzahlen von 1793 bis 2020                                                                          | Botz-en-Mauges: Einwohnerzahlen von 1793 bis 2020 | Botz-en-Mauges: Einwohnerzahlen von 1793 bis 2020 | Botz-en-Mauges: Einwohnerzahlen von 1793 bis 2020 | Botz-en-Mauges: Einwohnerzahlen von 1793 bis 2020 |
| --- | ------------------------------------------------- | ------------------------------------------------- | ------------------------------------------------- | ------------------------------------------------- |
| Jahr |                                                   |                                                   |                                                   | Einwohner                                         |
| 1793 | 1793                                              |                                                   | 907                                               | 907                                               |
| 1800 | 1800                                              |                                                   | 735                                               | 735                                               |
| 1806 | 1806                                              |                                                   | 814                                               | 814                                               |
| 1821 | 1821                                              |                                                   | 894                                               | 894                                               |
| 1831 | 1831                                              |                                                   | 810                                               | 810                                               |
| 1836 | 1836                                              |                                                   | 918                                               | 918                                               |
| 1841 | 1841                                              |                                                   | 897                                               | 897                                               |
| 1846 | 1846                                              |                                                   | 924                                               | 924                                               |
| 1851 | 1851                                              |                                                   | 1.012                                             | 1.012                                             |
| 1856 | 1856                                              |                                                   | 1.026                                             | 1.026                                             |
| 1861 | 1861                                              |                                                   | 1.060                                             | 1.060                                             |
| 1866 | 1866                                              |                                                   | 1.053                                             | 1.053                                             |
| 1872 | 1872                                              |                                                   | 1.014                                             | 1.014                                             |
| 1876 | 1876                                              |                                                   | 993                                               | 993                                               |
| 1881 | 1881                                              |                                                   | 979                                               | 979                                               |
| 1886 | 1886                                              |                                                   | 1.001                                             | 1.001                                             |
| 1891 | 1891                                              |                                                   | 974                                               | 974                                               |
| 1896 | 1896                                              |                                                   | 955                                               | 955                                               |
| 1901 | 1901                                              |                                                   | 983                                               | 983                                               |
| 1906 | 1906                                              |                                                   | 967                                               | 967                                               |
| 1911 | 1911                                              |                                                   | 950                                               | 950                                               |
| 1921 | 1921                                              |                                                   | 824                                               | 824                                               |
| 1926 | 1926                                              |                                                   | 868                                               | 868                                               |
| 1931 | 1931                                              |                                                   | 832                                               | 832                                               |
| 1936 | 1936                                              |                                                   | 859                                               | 859                                               |
| 1946 | 1946                                              |                                                   | 884                                               | 884                                               |
| 1954 | 1954                                              |                                                   | 903                                               | 903                                               |
| 1962 | 1962                                              |                                                   | 966                                               | 966                                               |
| 1968 | 1968                                              |                                                   | 955                                               | 955                                               |
| 1975 | 1975                                              |                                                   | 871                                               | 871                                               |
| 1982 | 1982                                              |                                                   | 850                                               | 850                                               |
| 1990 | 1990                                              |                                                   | 760                                               | 760                                               |
| 1999 | 1999                                              |                                                   | 666                                               | 666                                               |
| 2006 | 2006                                              |                                                   | 769                                               | 769                                               |
| 2013 | 2013                                              |                                                   | 818                                               | 818                                               |
| 2020 | 2020                                              |                                                   | 785                                               | 785                                               |
| Quelle(n): EHESS/Cassini bis 1999, INSEE ab 2006 Anmerkung(en): Ab 1962 offizielle Zahlen ohne Einwohner mit Zweitwohnsitz |                                                   |                                                   |                                                   |                                                   |

Der Bevölkerungsrückgang zwischen 1793 und 1800 ist auf die Ereignisse im Zusammenhang mit dem Aufstand der Vendée begründet.

## Sehenswürdigkeiten
- Kirche Saint-Gilles, von 1859 bis 1861 neu gebaut
- Schloss Bas-Plessis mit Park an der Grenze zur Nachbargemeinde Montrevault-sur-Èvre

Kirche Saint-Gilles
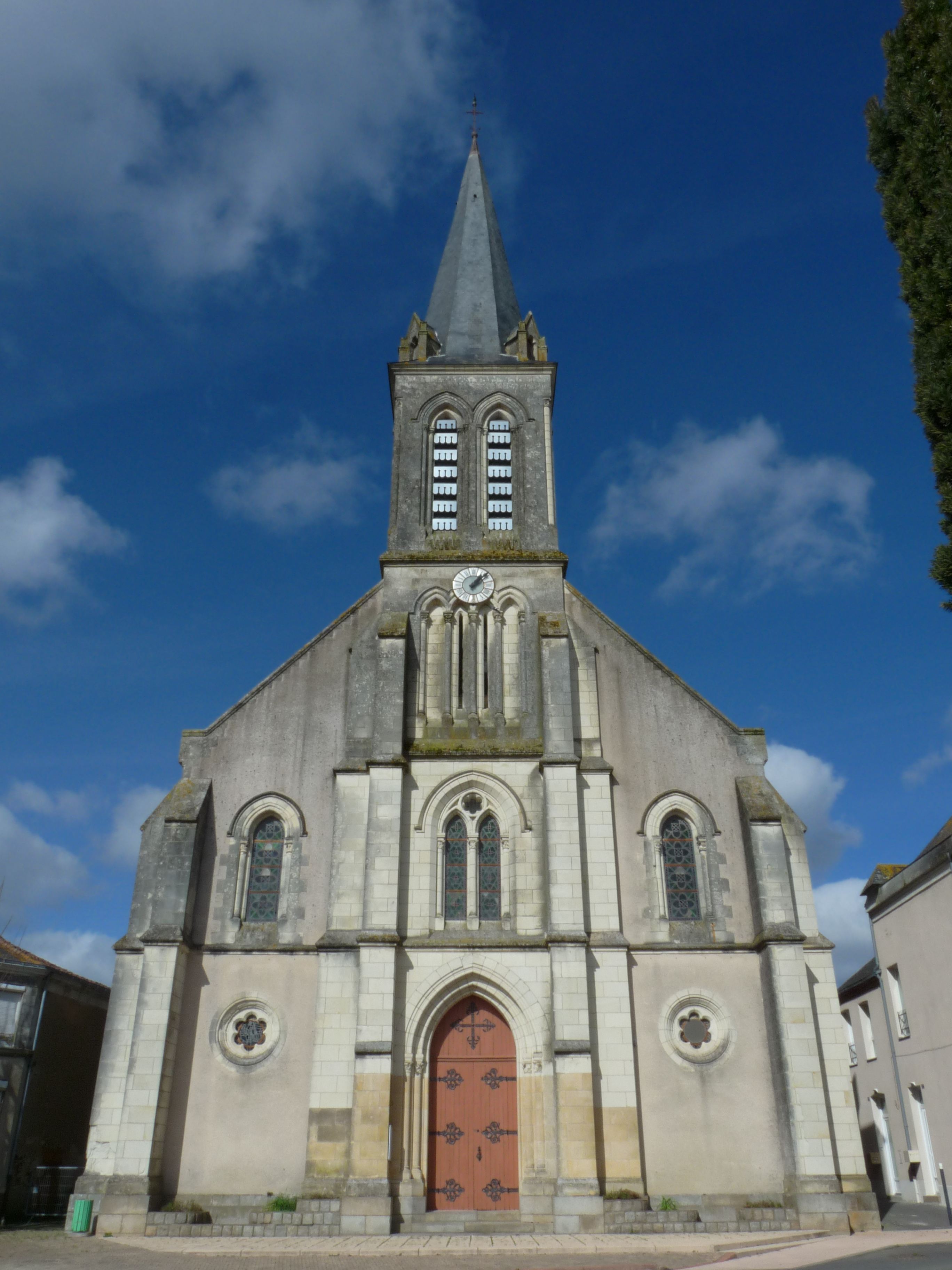
Außenansicht
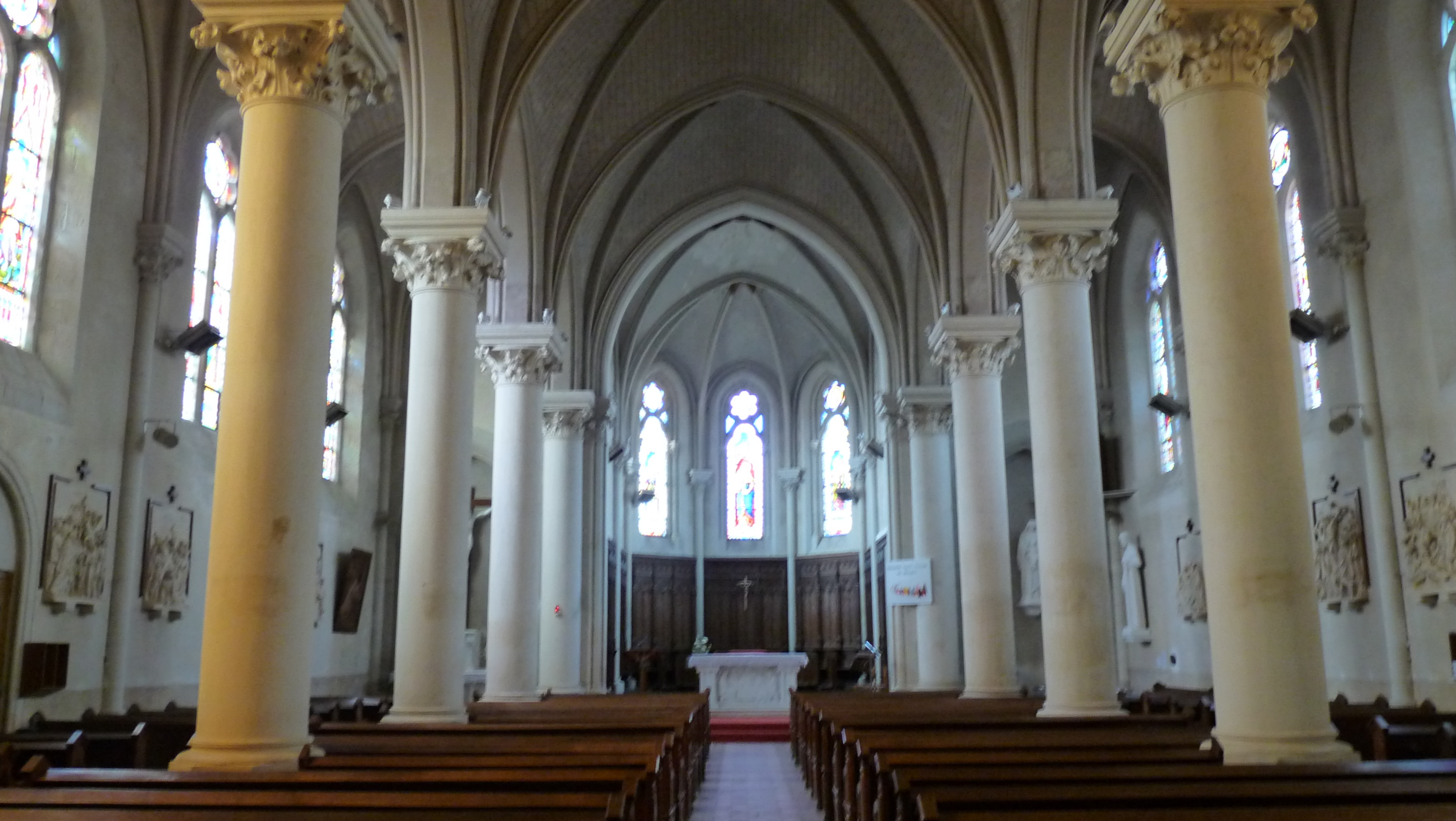
Innenraum

## Persönlichkeiten
- Ernestine Chassebœuf (1910–2005), französische Schreiberin fiktiver Briefe, geboren in Botz-en-Mauges
- Étienne Davodeau (1965–), französischer Comiczeichner, geboren in Botz-en-Mauges